# Südkampfbahn (Planitz)
Die Südkampfbahn ist ein Fußballstadion in Planitz. Sie war die Heimstätte des Fußballclubs Planitzer SC.

## Geschichte

### 1920–1945
Der 1912 gegründete Planitzer SC spielte bis 1920 auf dem Sportplatz an der Bergstraße in Oberplanitz. Im Jahre 1919 erwarb der Club von der Planitzer Fleischerinnung recht preiswert die sogenannte Fleischerwiese in Niederplanitz. Die Innung hatte diesen 1500 m² großen Teil der Seifertwiese bereits 1899 erworben, um dort den Planitzer Schlachthof zu errichten. Dazu kam es aus verschiedenen Gründen jedoch nicht und nach dem Ersten Weltkrieg hatte sich die Situation gewandelt; inzwischen existierte der Zwickauer Zentralschlachthof und die Verkehrsverbindung zwischen Planitz und Zwickau hatte sich verbessert. Daher wurde das Baugrundstück an der Fichtestraße, oberhalb des Planitzer Strandbades (Geleitsteich) an den Planitzer SC verkauft.
Der Club pachtete vom Planitzer Grundherren von Arnim noch angrenzende Flächen und begann mit dem Bau des neuen Central-Sportparks. Der Bau durch wurde eine Anleihe der Clubmitglieder finanziert und mit sehr viel Eigenleistungen verwirklicht.
Am 21. August 1920 konnte die neue Spielstätte, zunächst ein Ascheplatz, eröffnet werden. Das Weihespiel gegen den SC Vimaria Weimar gewann der PSC mit 3:1. Zweifacher Torschütze für den PSC war Willy Kießling.
Die erste internationale Mannschaft die auf dem Central-Sportpark zu Gast war, war der niederländische Voetbal-Club Heracles Almelo, der am 12. April 1925 im Freundschaftsspiel gegen den PSC einen 3:1-Auswärtssieg erzielen konnte.
Im Sommer 1925 wurde der Platz drainiert, eine Aschenbahn und eine Naturtribüne angelegt, auf der 5000 Zuschauer Platz fanden. Am 25. Oktober 1925 gewann der PSC 4:1 gegen den Zwickauer SC, nachdem der Ball für das Weihespiel von einem Flugzeug abgeworfen worden war. Erneut schoss Kießling zwei der vier Planitzer Tore.
Die Tore bestanden wie damals üblich aus Kanthölzern, die Netze waren nach hinten über Holzbögen gespannt.
Zum 20. Gründungsjubiläum des PSC kam am 14. Mai 1932 der amtierende Deutsche Meister Hertha BSC nach Planitz. Das Freundschaftsspiel vor 6000 Zuschauern endete 5:2 für die in Bestbesetzung antretende Hertha. Fünf Jahre später, zum 25. Jubiläum, hieß der Gegner TSV 1860 München. Dieses Spiel gewann der PSC mit 5:1.
Im Jahre 1938 wurde der Central-Sportpark umgebaut und das Freundschaftsspiel gegen Ostmark Wien musste vor 7000 Zuschauern auf dem Schedewitzer Sportplatz ausgetragen werden, was bei den Wienern für Verstimmung sorgte, weil dieser Ascheplatz in keinem guten Zustand war. Das Spiel endete 3:3, Torschützen waren Jerusalem, Sindelar und Stroh für Wien sowie zweimal Heyne und einmal Seltmann für den PSC.
Beim Umbau 1938 erhielt der Central-Sportpark einen neugestalteten Eingangsbereich mit massiven Kassenhäuschen, eine 2600 Zuschauer fassende und 100 m lange Holztribüne. Sie war die größte überdachte Fußballtribüne in Sachsen. Nunmehr endlich mit Rasen ausgestattet, entsprach der nun nach der Region Westsachsenkampfbahn getaufte Platz modernem Standard. Für die anstehende Platzweihe wurde Schalke 04 eingeladen. Am 14. August 1938 führte der PSC nach Toren von Heyne, Breitenstein und Seltmann mit 3:0, ehe Mecke und Kalwitzki für Schalke zum 3:2-Endstand trafen (PSC: Grunert, Stemmler, Tautenhahn, Dietel, Schubert, Merkel, Heyne, Seltmann, Breitenstein, Weigel und Dittes; S04: Beusch, Bornemann, Sontow, Gellesch, Tibulski, Breg, Engels (Prinz), Kallwitzki, Szepan, Eppenhoff, Kuzorra und Mecke).

### 1945–heute
Die Westsachsenkampfbahn hatte beim Luftangriff auf Zwickau am 19. März 1945 einen Bombentreffer erlitten, der einen Bombentrichter auf dem Spielfeld hinterließ und die Tribüne beschädigte. Trotz Hunger und Not in der unmittelbaren Nachkriegszeit wurden die Schäden schnell repariert, so dass auf Anordnung der amerikanischen Besatzer ein Spiel zwischen befreiten jugoslawischen Zwangsarbeitern und einer Zwickauer Auswahl stattfand. Die Zuschauer waren ausschließlich amerikanische Soldaten; die Öffentlichkeit war nicht zugelassen. Das genaue Datum des Spieles ist nicht bekannt, da aber die amerikanische Besatzung Zwickaus nur vom 17. April bis zum 1. Juli 1945 andauerte, muss das Spiel im Mai oder Juni stattgefunden haben.
Gemäß der alliierten Kontrollratsdirektive Nr. 23 waren alle Vereine in Deutschland verboten. Dies betraf auch den Planitzer SC. Der Sport wurde auf Kreisebene beschränkt, um die Deutschen in ihrer Mobilität einzuschränken. Das Verbot des überregionalen Sports dauerte bis März 1948 an. Auf der Westsachsenkampfbahn und dem Zwickauer Südsportfeld fanden beispielsweise im Oktober 1946 Spiele eines Viererturniers mit den Mannschaften Zwickau-Mitte, Cainsdorf, Glauchau und Planitz statt. Die ersten offiziellen Fußballspiele in Zwickau nach dem Zweiten Weltkrieg fanden am 19. August 1945 statt, der organisierte Spielbetrieb der Kreismeisterschaft jedoch erst am 14. April 1946. Es ist nicht bekannt, wann das erste Punktspiel nach dem Zweiten Weltkrieg auf der Westsachsenkampfbahn ausgetragen wurde, es muss aber im Rahmen der Kreismeisterschaft 1946 gewesen sein. Von 1946 bis 1948/49 war die Westsachsenkampfbahn das Heimstadion der nach dem Vereinsverbot neugegründeten Sportgemeinschaft Planitz, welche 1948 das Finale der Fußball-Ostzonenmeisterschaft gewann.
Am 15. März 1949 wurde die Zwickauer Sportgemeinschaft Stadtteil Mitte mit der Betriebssportgemeinschaft Horch Zwickau zur Zentralen Sportgemeinschaft (ZSG) Horch Zwickau vereint. Die SG Planitz, stolz auf die PSC-Tradition, verweigerte zunächst den Beitritt zur ZSG, bis schließlich im Mai 1949 der Beitritt beschlossen wurde. Die ZSG erspielte sich durch einen dritten Platz im FDGB-Pokal 1949 einen Startplatz in der neu gegründeten höchsten Spielklasse der Sowjetischen Besatzungszone, der DS-Liga, der späteren DDR-Oberliga. Spielstätte war nun das Georgi-Dimitroff-Stadion. Die zweite Mannschaft der SG Planitz spielte – weiterhin auf der Westsachsenkampfbahn – die Saison 1949/50 in der Fußball-Landesklasse Sachsen zu Ende. Die zunächst angedachte Umbenennung in ZSG Horch Zwickau, Abteilung Planitz unterblieb. 1950 wurde die BSG Aktivist Karl Marx Zwickau mit der SG Planitz „vereinigt“ und übernahm in der Saison 1950/51 deren Platz in der Landesklasse (3. DDR-Liga), d. h. mehr oder weniger wurde die SG Planitz in Aktivist Karl Marx umbenannt und war nun eine Betriebssportgemeinschaft mit dem Trägerbetrieb Karl-Marx-Werk Zwickau, was die Verbundenheit der Bergbaugemeinde Planitz mit dem Steinkohlenbergbau nur verstärkte. Gespielt wurde weiterhin auf der Westsachsenkampfbahn, die 1951 nach dem Bergmann Alfred Baumann benannt wurde.
Die Alfred-Baumann-Kampfbahn sah in den folgenden Jahren bis 1969 Punktspiele in verschiedenen Klassen, von der zweigeteilten DDR-Liga (Staffel Süd) bis zur Bezirksklasse Karl-Marx-Stadt. Mit der planmäßigen Einstellung des Steinkohlenabbaus im Karl-Marx-Werk Ende der 1960er-Jahre wurde auch die Betriebssportgemeinschaft umstrukturiert und als zweite Mannschaft der nunmehrigen BSG Sachsenring Zwickau angegliedert. Sachsenring II spielte in der 1. DDR-Liga, weiterhin in Planitz, in dem nun Südkampfbahn heißenden Stadion.
Hin und wieder spielte auch die erste Mannschaft von Sachsenring auf der Südkampfbahn, jedoch nicht im Pflichtspielbetrieb.
Seit 1990 gehört die Südkampfbahn zum SV Planitz, der derzeit in der Sparkassenliga Westsachsen spielt. Außerdem spielt die 2. Mannschaft und die U23 des FSV Zwickau auf der Südkampfbahn.
2018 entschied sich der SV Planitz dafür, die Südkampfbahn ausschließlich als Spiel- und Trainingsstätte für den Nachwuchs zu verwenden.

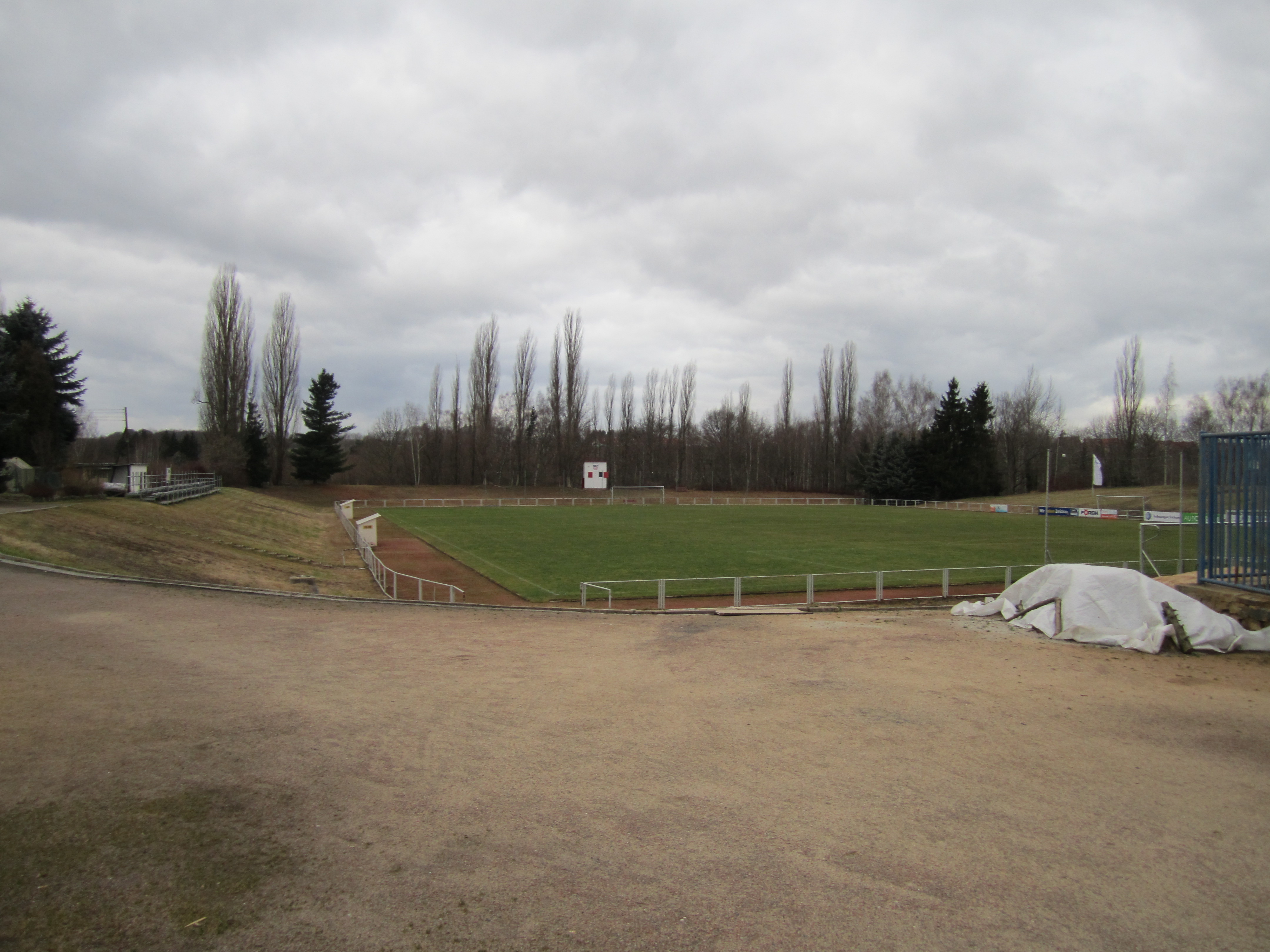
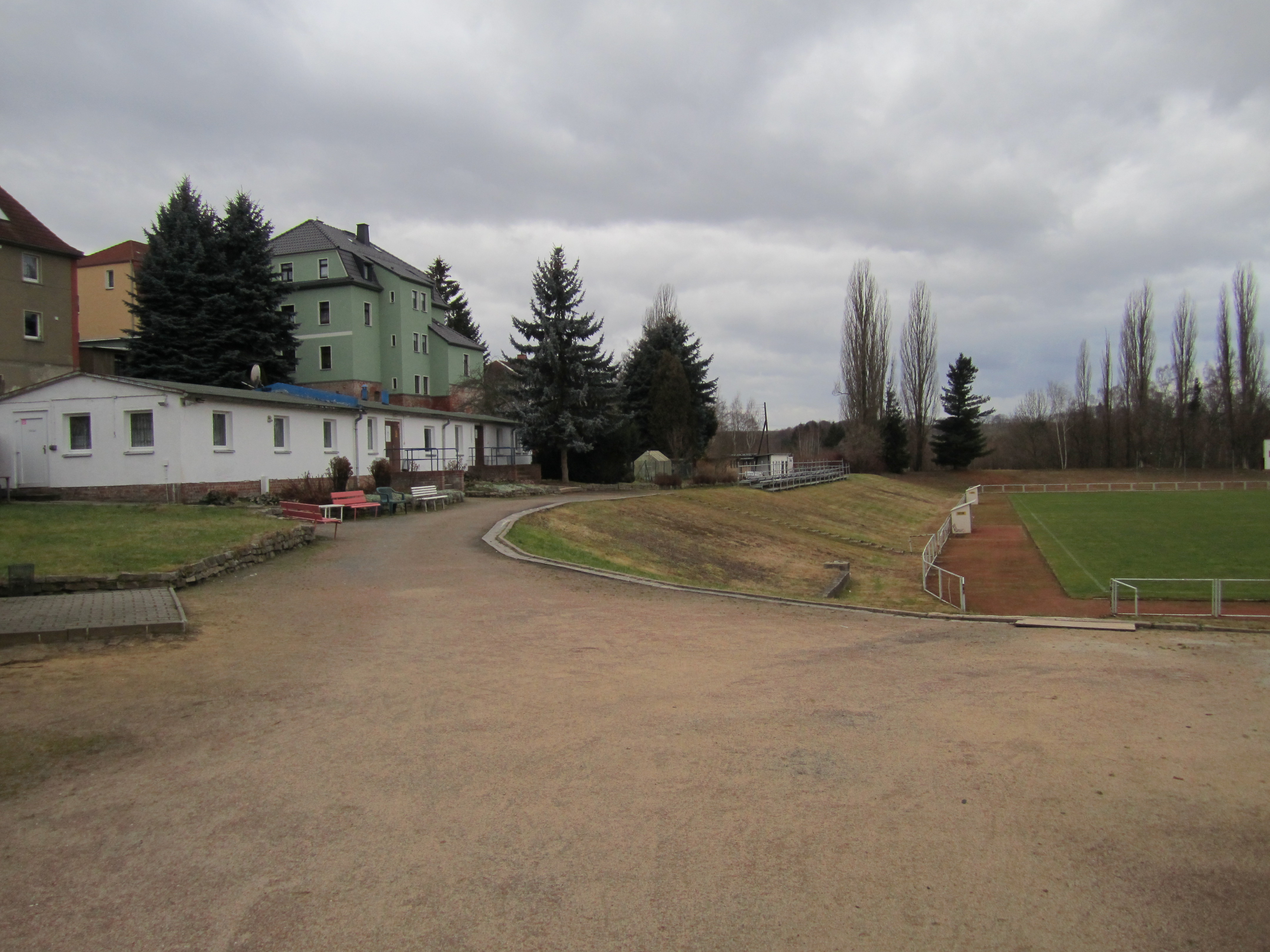
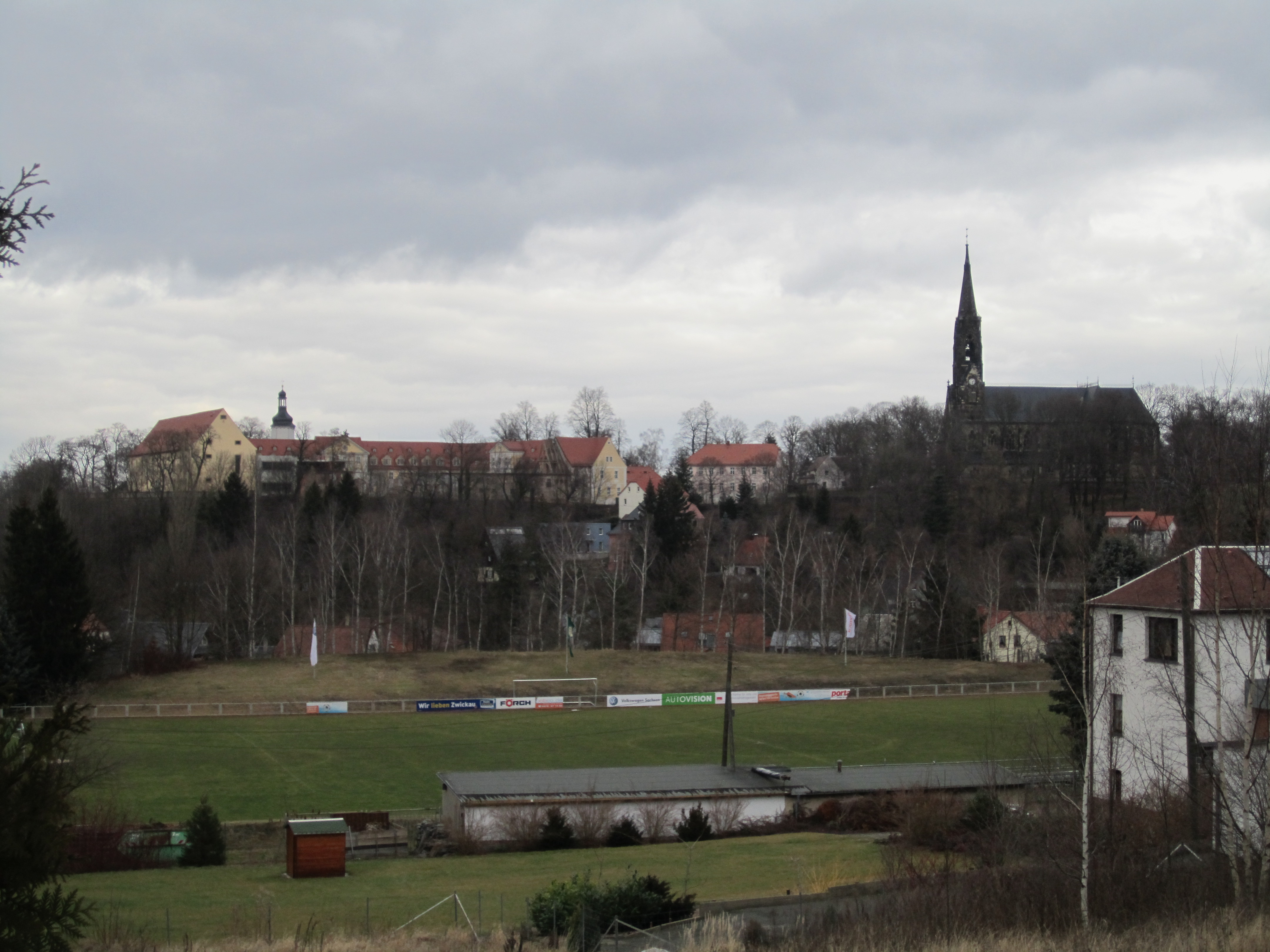